# Lettische Küche

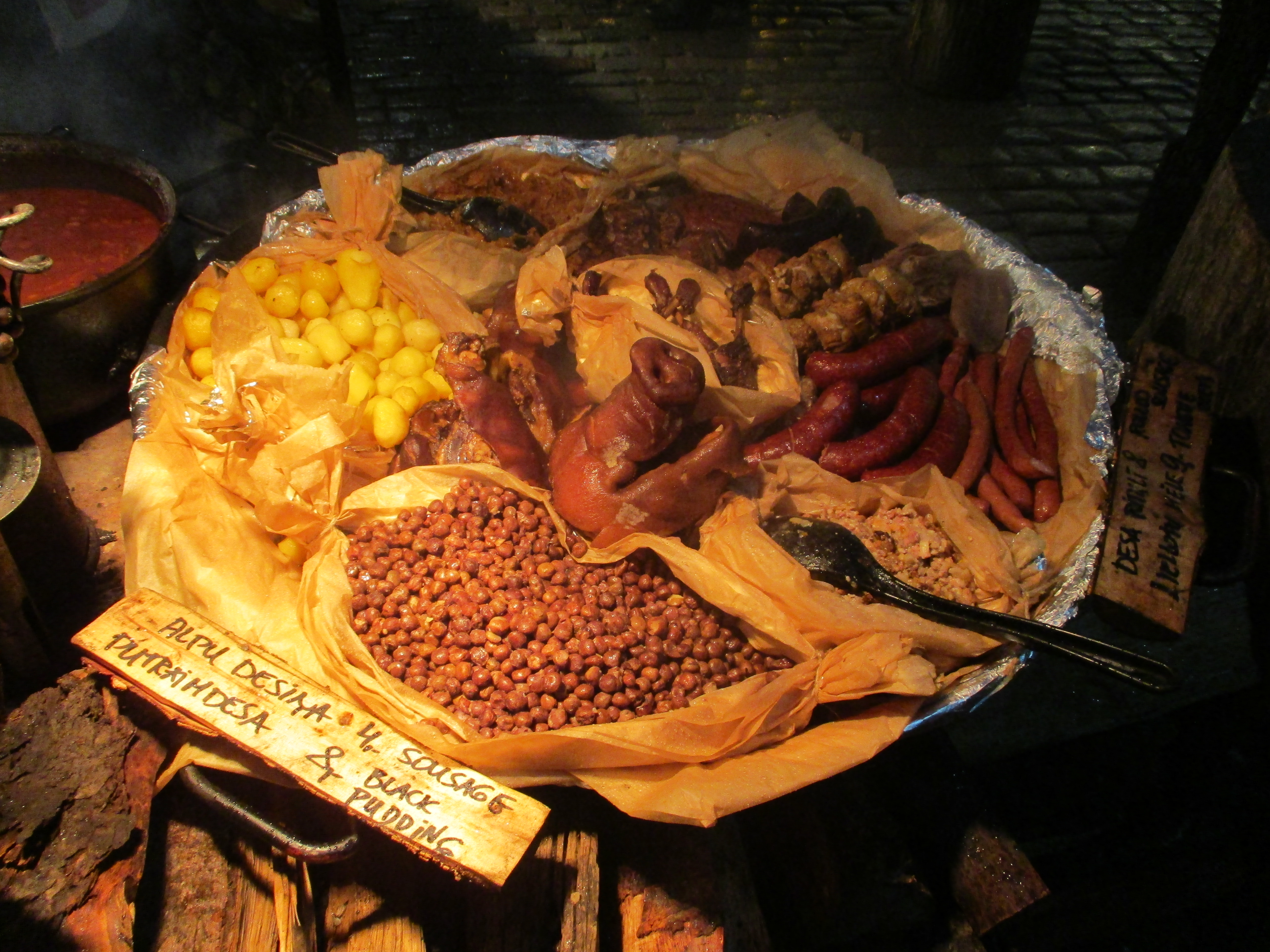
Lettische Küche: Bratkartoffeln, Schweinerippchen, geschmorter Kohl, Entenkeule, graue Erbsen mit Speck, Schweinekeule, Ohr und Schnauze, gegrilltes Schweinefleisch am Spieß, gegrilltes Hähnchen am Spieß, Würstchen, Blutwurst, Rollwürste und Rinderzunge.

Die lettische Küche wurde über Jahrhunderte hinweg durch verschiedene Kulturen beeinflusst. Daher werden in den traditionell lettischen Gerichten viele Merkmale der litauischen, estnischen, belarussischen, deutschen und skandinavischen nationalen Küche gesehen. Die Küche in Lettland ist eher deftig und besteht hauptsächlich aus landwirtschaftlichen Produkten. Gängige Zutaten in lettischen Rezepten sind Kartoffeln, Weizen, Roggen, Erbsen, Kohl, Zwiebeln, Eier und Schweinefleisch. Da Lettland an der Ostseeküste liegt, machen Fischgerichte einen bedeutenden Teil der Küche aus. An den Feiertagen essen Letten normalerweise traditionelle Gerichte wie graue Erbsen (Pelēkie zirņi) mit Speck, verschiedene Kuchen, Räucherfisch und -fleisch, Käse, Sahne, Roggenbrot und trinken dazu Bier.
Die lettische Küche hängt von der Saison ab, weil hier die vier Jahreszeiten intensiver erlebt werden, von denen jede ihre eigenen besonderen Produkte und Genüsse anbietet. Auf der Speisekarte stehen viele Gerichte mit Zutaten aus Wald (Beeren, Pilze, Wildschwein), Gewässern, Wiesen oder dem heimischen Anbau. 
Einen ausländischen Touristen wird vor allem die Kombination von anderswo selten kombinierten Produkten überraschen, zum Beispiel Milchsuppe mit Fisch, Roggenbrotsuppe mit getrockneten Früchten oder Rhabarbergelee oder auch Schwarzbrot mit Schlagsahne. Erste Gänge unterscheiden sich im Allgemeinen stark von der Küche anderer Länder und sogar von denen der Nachbarländer. 

## Traditionelle Gerichte

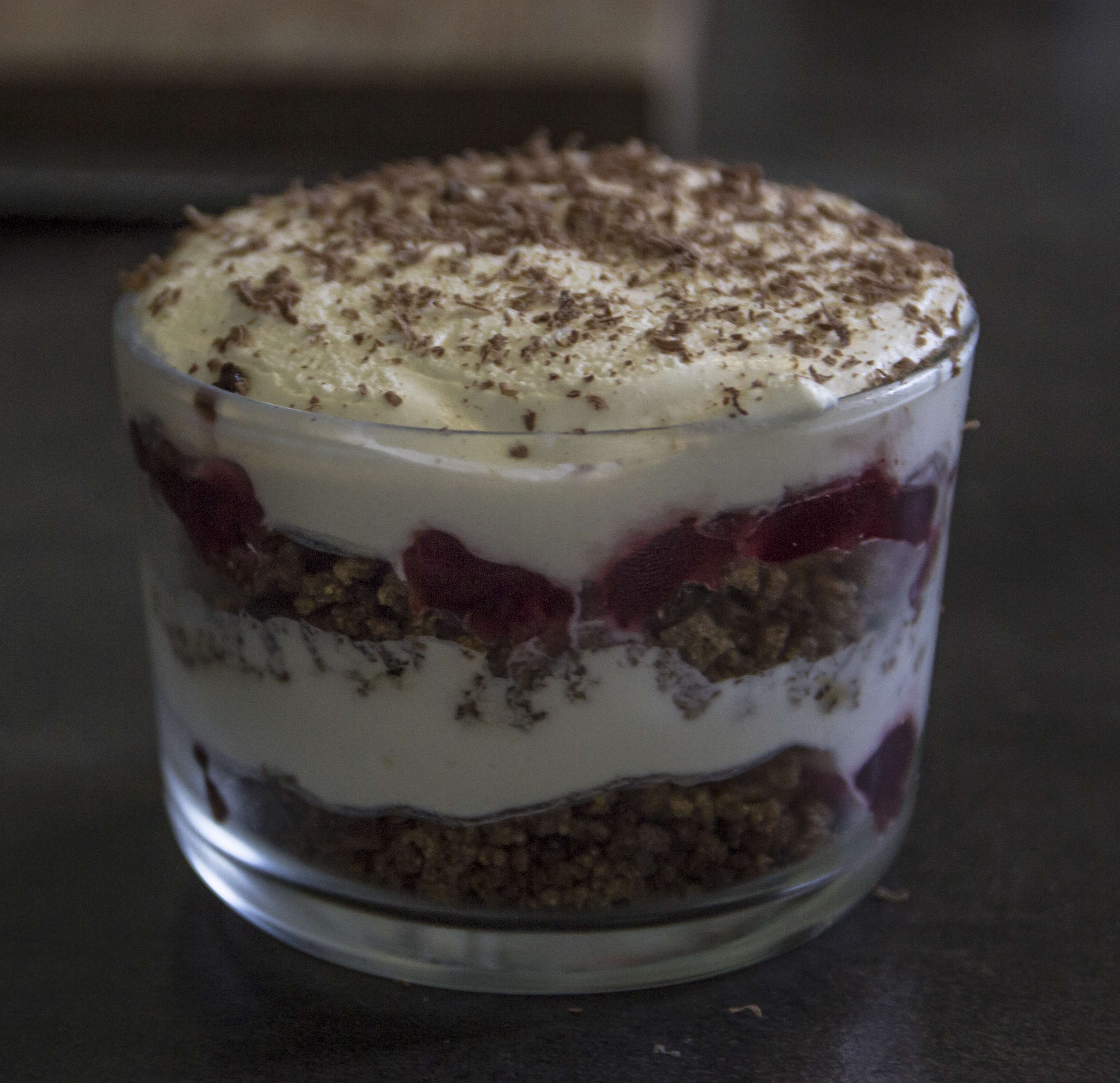
Rupjmaizes kārtojums.

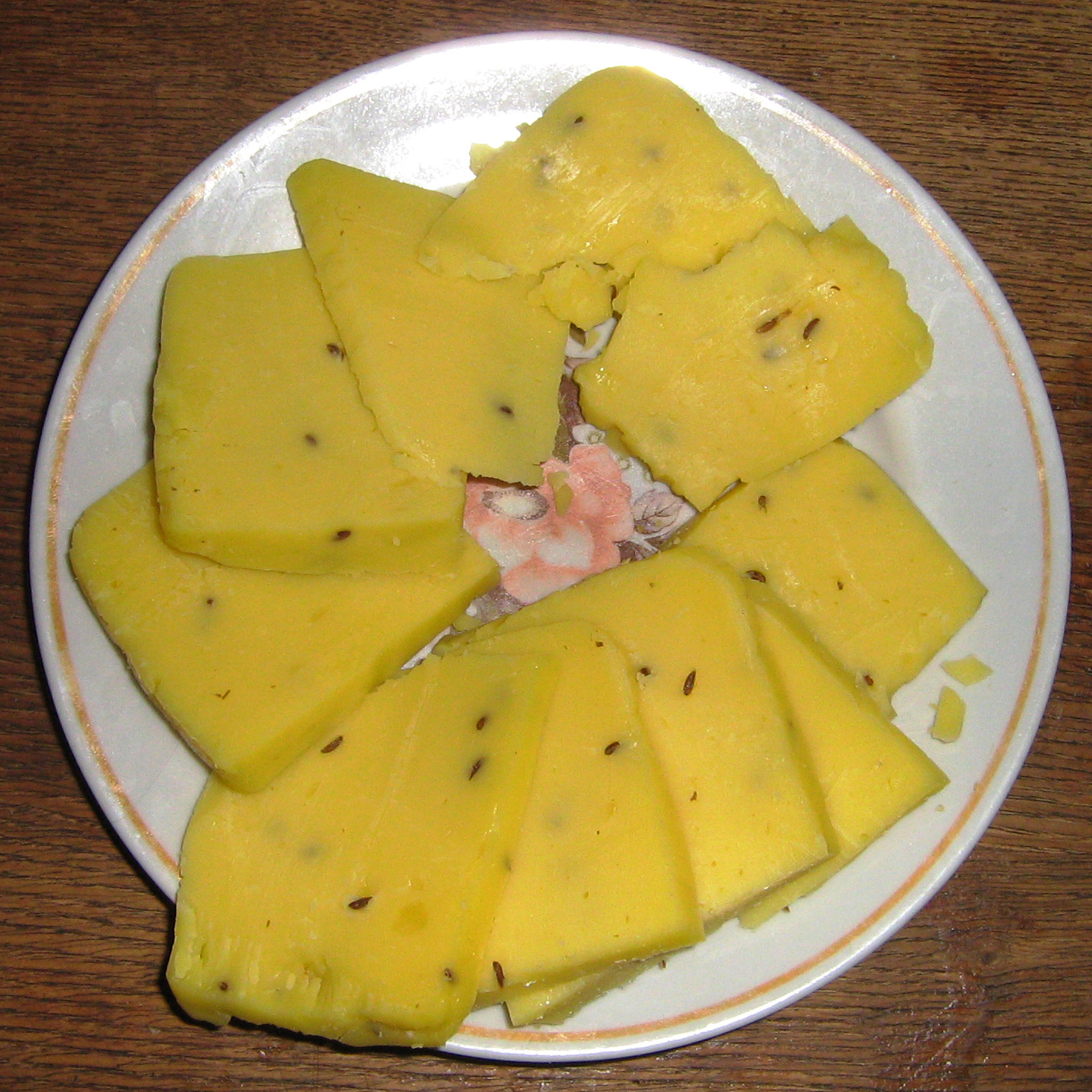
Johanniskäse.

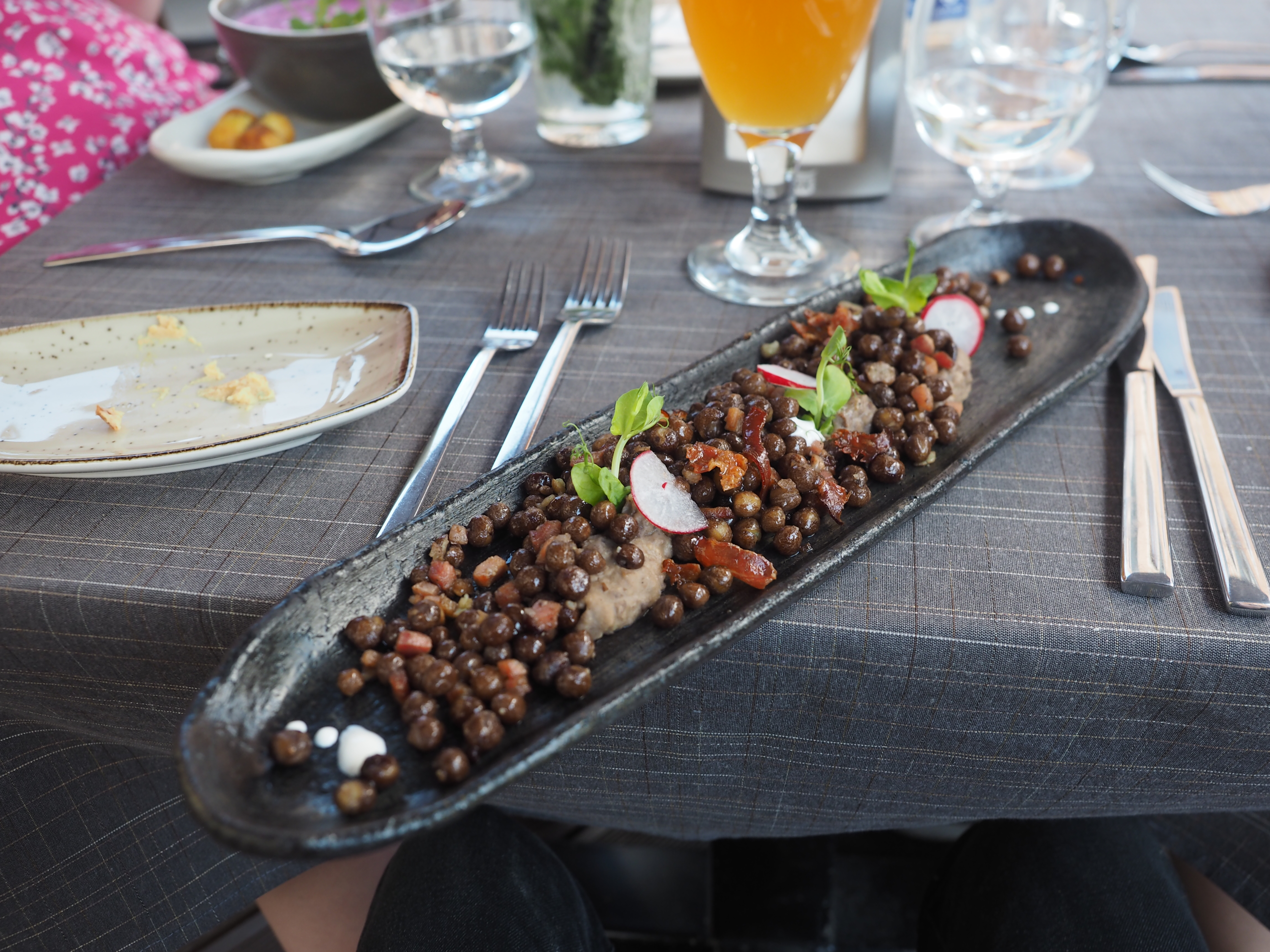
Graue Erbsen mit Speck.

Rupjmaize – das Brot aus Roggenmehl, das ohne Anteile von hellerem Mehl gebacken wird. Es gilt als Nationalgericht der Letten. Aus Rupjmaize macht man auch einen beliebten Nachtisch. Er heißt Rupjmaizes kārtojums. Dafür schichtet man das zerkrümelte und mit Zucker und Zimt gewürzte Brot in einer durchsichtigen Schale mit Marmelade und Sahne. Es gibt sogar eine Brotsuppe.
Johanniskäse (Jāņu siers) – ist ein Hüttenkäse mit Kümmel, der traditionell am Mittsommerfest gegessen wird. Seine runde Form und gelbliche Farbe symbolisieren Sonne und Fruchtbarkeit. Dieser Käse kann über das ganze Jahr gekauft werden, aber die meisten Hausfrauen bereiten Janov-Käse selbst zu.
Hanfbutter – ist eine aus Hanfsamen vorbereitete Zukost mit sehr hohem Nährwert und einem stark nussigen Geschmack. Die Hanfsamen werden zuerst in der Pfanne (evtl. ohne Fettzusatz) ein wenig geröstet, bis sie knusprig sind. Danach werden sie zerkleinert und gemahlen, bis eine dunkle Masse entsteht, der man Butter und Salz nach Geschmack beifügen kann. In der Regel wird Hanf mit Roggenbrot gegessen. Der Hanf wird auch in Bonbons und als Bestandteil in Salaten verwendet. Aus Hanf wird auch ein hochwertiges Öl hergestellt.
Blatt-Strömlinge werden hauptsächlich zu Hause vorbereitet. Im Frühling, wenn Bäume ausschlagen, fangen Fischer die sogenannten Blatt-Strömlinge. Ein wenig Salz, ein wenig Mehl zum Panieren. Danach werden sie auf einer Pfanne mit knusprigen Fischschwänzen in goldener Farbe gebraten. Sie werden mit gekochten Kartoffeln und Blattsalaten gegessen, die mit Kefir und Sauerrahm gemischt sind.
Pilzsuppe – Pilzsammeln ist für die Letten wie das nationale Hobby. Die Pilze aus dem Wald werden in klaren Bouillons oder wie cremige Suppen gekocht. Königlich schmeckt die Steinpilzsuppe. Der Geschmack der Suppen ist unterschiedlich, er hängt von der Art der Pilze – z. B. Täublinge, Reizker, Hallimasche – ab. Um die Pilze für den Winter zu erhalten, werden sie getrocknet oder tiefgekühlt.
Saubohnen – Saubohnen werden in ihren Schoten gekocht, danach ausgeschotet und mit
Salz gegessen. Wem es gefällt, der kann auch Sauermilch oder Buttermilch dazu trinken. Stangenbohnen werden gebraten, gedünstet oder gekocht. Im Winter werden in Lettland nahrhafte Mahlzeiten aus getrockneten, gefrorenen oder eingelegten Hülsenfrüchten vorbereitet, man kocht eine Bohnen- oder Erbsensuppe.
Kartoffeln mit Hering und Quark – Der Quark ist ein in Lettland beliebtes Milchprodukt. Er wird oft zu Frühstück zusammen mit Sauerrahm gegessen. Der Quark wird als Beilage zu Salat und als ein Bestandteil von Kuchen und in Nachtischen verwendet. Der Quark mit gekochten Kartoffeln, einen leicht gesalzenen Hering, Sauerrahm, Zwiebeln und Grünkraut ist ein traditionelles Mittagsgericht.